# Anapatara trispinosa
Anapatara trispinosa är en insektsart som först beskrevs av Synave 1979.  Anapatara trispinosa ingår i släktet Anapatara och familjen Derbidae. Inga underarter finns listade i Catalogue of Life.